# Angola (Nova York)
Angola és una població dels Estats Units a l'estat de Nova York. Segons el cens del 2000 tenia 2.266 habitants.

## Demografia
Segons el cens del 2000, Angola tenia 2.266 habitants, 844 habitatges, i 618 famílies. La densitat de població era de 611,8 habitants/km².
Dels 844 habitatges en un 39,5% hi vivien nens de menys de 18 anys, en un 53,2% hi vivien parelles casades, en un 14,7% dones solteres, i en un 26,7% no eren unitats familiars. En el 22,3% dels habitatges hi vivien persones soles l'11,8% de les quals corresponia a persones de 65 anys o més que vivien soles. El nombre mitjà de persones vivint en cada habitatge era de 2,68 i el nombre mitjà de persones que vivien en cada família era de 3,13.
Per edats la població es repartia de la següent manera: un 29,5% tenia menys de 18 anys, un 6,8% entre 18 i 24, un 29,6% entre 25 i 44, un 20,6% de 45 a 60 i un 13,5% 65 anys o més.
L'edat mediana era de 36 anys. Per cada 100 dones de 18 o més anys hi havia 90,9 homes.
La renda mediana per habitatge era de 40.050 $ i la renda mediana per família de 48.352 $. Els homes tenien una renda mediana de 37.931 $ mentre que les dones 27.298 $. La renda per capita de la població era de 17.598 $. Entorn del 7,6% de les famílies i l'11,2% de la població estaven per davall del llindar de pobresa.

## Poblacions més properes
El següent diagrama mostra les poblacions més properes.